# Nuoto ai campionati mondiali di nuoto 2011 - 400 metri stile libero femminili
La specialità dei 400 metri stile libero femminili ai campionati mondiali di nuoto 2011 si è svolta presso lo Shanghai Oriental Sports Center di Shanghai, in Cina.
Le qualifiche per finale si sono svolte la mattina del 24 luglio 2011, mentre la finale si è svolta la sera dello stesso giorno.

## Medaglie
| Posizione | Atleta              | Paese       |
| --------- | ------------------- | ----------- |
| Oro       | Federica Pellegrini | Italia      |
| Argento   | Rebecca Adlington   | Regno Unito |
| Bronzo    | Camille Muffat      | Francia     |

## Record
Prima della manifestazione il record del mondo (WR) e il record dei campionati (CR) erano i seguenti.
| Record mondiale       | 3'59"15 | Federica Pellegrini Italia | 26 luglio 2009 Roma, Italia |
| Record dei campionati | 3'59"15 | Federica Pellegrini Italia | 26 luglio 2009 Roma, Italia |

Nel corso della competizione non sono stati migliorati record.

## Batterie
| Pos. | Atleta                   | Nazionalità                   | Tempo   | Batteria | Corsia | Note |
| ---- | ------------------------ | ----------------------------- | ------- | -------- | ------ | ---- |
| 1    | Federica Pellegrini      | Italia                        | 4:04.76 | 4        | 4      |      |
| 2    | Camille Muffat           | Francia                       | 4:05.62 | 3        | 4      |      |
| 3    | Lauren Boyle             | Nuova Zelanda                 | 4:05.86 | 5        | 2      |      |
| 4    | Lotte Friis              | Danimarca                     | 4:06.31 | 3        | 6      |      |
| 5    | Kylie Palmer             | Australia                     | 4:06.38 | 5        | 5      |      |
| 6    | Melania Costa Schmid     | Spagna                        | 4:07.02 | 4        | 6      |      |
| 7    | Rebecca Adlington        | Regno Unito                   | 4:07.38 | 5        | 4      |      |
| 8    | Katie Hoff               | Stati Uniti                   | 4:07.93 | 5        | 3      |      |
| 9    | Chloe Sutton             | Stati Uniti                   | 4:08.22 | 3        | 5      |      |
| 10   | Shao Yiwen               | Cina                          | 4:08.42 | 3        | 3      |      |
| 11   | Bronte Barratt           | Australia                     | 4:08.62 | 4        | 5      |      |
| 12   | Andreína Pinto           | Venezuela                     | 4:08.80 | 5        | 1      |      |
| 13   | Barbara Jardin           | Canada                        | 4:08.81 | 4        | 7      |      |
| 14   | Boglárka Kapás           | Ungheria                      | 4:09.15 | 3        | 2      |      |
| 15   | Jazmin Carlin            | Regno Unito                   | 4:09.64 | 4        | 3      |      |
| 16   | Samantha Cheverton       | Canada                        | 4:09.81 | 5        | 7      |      |
| 17   | Camelia Potec            | Romania                       | 4:10.36 | 4        | 2      |      |
| 18   | Wendy Trott              | Sudafrica                     | 4:10.57 | 3        | 7      |      |
| 19   | Nina Rangelova           | Bulgaria                      | 4:12.38 | 2        | 4      |      |
| 20   | Charetzeni Escobar       | Messico                       | 4:13.38 | 4        | 1      |      |
| 21   | Anna Stylianou           | Cipro                         | 4:15.46 | 4        | 8      |      |
| 22   | Daryna Zevina            | Ucraina                       | 4:15.65 | 2        | 5      |      |
| 23   | Song Wenyan              | Cina                          | 4:16.26 | 5        | 6      |      |
| 24   | Sycerika McMahon         | Irlanda                       | 4:16.44 | 2        | 2      |      |
| 25   | Julia Hassler            | Liechtenstein                 | 4:17.61 | 2        | 6      |      |
| 26   | Virginia Bardach         | Argentina                     | 4:18.57 | 2        | 3      |      |
| 27   | Cecilie Johannessen      | Norvegia                      | 4:18.84 | 3        | 1      |      |
| 28   | Katarina Filova          | Slovacchia                    | 4:21.14 | 2        | 8      |      |
| 29   | Samantha Arevalo         | Ecuador                       | 4:21.84 | 1        | 7      |      |
| 30   | Alexia Benitez           | Spagna                        | 4:22.59 | 3        | 8      |      |
| 31   | Daniela Kaori Miyahara   | Perù                          | 4:23.33 | 1        | 5      |      |
| 32   | Kim Ga-Eul               | Corea del Sud                 | 4:23.94 | 5        | 8      |      |
| 33   | Andrea Cedrón            | Perù                          | 4:25.06 | 1        | 4      |      |
| 34   | Shahd Osman              | Egitto                        | 4:26.35 | 2        | 1      |      |
| 35   | Benjaporn Sriphanomthorn | Thailandia                    | 4:29.65 | 2        | 7      |      |
| 36   | Victoria Chentsova       | Isole Marianne Settentrionali | 5:18.67 | 1        | 6      |      |
| 37   | Jennet Saryyeva          | Turkmenistan                  | 5:41.09 | 1        | 2      |      |
| 38   | Victoria Ho              | Giamaica                      | DNS     | 1        | 3      |      |

## Finale
| Pos. | Atleta               | Nazionalità   | Corsia | Tempo   | Note |
| ---- | -------------------- | ------------- | ------ | ------- | ---- |
|      | Federica Pellegrini  | Italia        | 4      | 4:01.97 |      |
|      | Rebecca Adlington    | Regno Unito   | 1      | 4:04.01 |      |
|      | Camille Muffat       | Francia       | 5      | 4:04.06 |      |
| 4    | Kylie Palmer         | Australia     | 2      | 4:04.62 |      |
| 5    | Lotte Friis          | Danimarca     | 6      | 4:04.68 |      |
| 6    | Lauren Boyle         | Nuova Zelanda | 3      | 4:06.11 |      |
| 7    | Katie Hoff           | Stati Uniti   | 8      | 4:08.22 |      |
| 8    | Melania Costa Schmid | Spagna        | 7      | 4:09.66 |      |